# Легат Миодрага Павловића
Легат Миодрага Павловића је репрезентативна збирка материјалних и културних добара коју је дародавац Миодраг Павловић, српски академик, књижевник, песник и есејиста, још за живота почео да формира у Удружењу за културу, уметност и међународну сарадњу „Адлигат” у Београду, у коме је био и члан оснивач. Легат, који обухвата његову личну библиотеку, као и значајан део намештаја и предмета из Павловићевог стана, Удружењу су, након његове смрти, поклониле супруга Марлена и ћерка Кристина Павловић.
Легат је доступан за јавност у оквиру спомен собе Миодрага Павловића у Музеју српске књижевности на Бањици у Београду.

## Живот и каријера Миодрага Павловића
Миодраг Павловић рођен је у Новом Саду 1928. године. Основну и средњу школу завршио је у Београду, а Медицински факултет Универзитета у Београду похађао је од 1947. до дипломирања, 1954. године. Већ током студија, 1952. године, објавио је своју прву збирку песама под називом „87 песама” – прекретницу у новијој српској поезији. Ова збирка, иако његова прва, постала је култна и означавала дефинитивни раскид њега и његове генерације са наметнутим догмама у стваралаштву, како естетским тако и идеолошким.
Осим што је био школовани лекар, Миодраг је био песник, приповедач, есејиста, драмски писац, преводилац и антологичар, али и изванредан зналац српске и европске поезије. Превођен је на све европске и неколико оријенталних језика. Његова поезија је наишла на посебно добар пријем у Немачкој и објављивана је у најугледнијим немачким листовима.
Као уредник у Просвети радио је од 1961. до 1984. године. Од 1978. године био је дописни члан Одељења језика и књижевности САНУ, а од 1985. редовни члан. У оквиру САНУ, био је и члан Одбора за народну књижевност и МО одбора за проучавање Косова.
Миодраг је један од академика који су потписали Апел против рата, објављен 18. новембра 1991. године и један од извршилаца последње воље Исидоре Секулић.
Добитник је бројних награда, међу којима су Октобарска награда града Београда (1963, 1991), Змајева награда (1969), Награда „Бранко Миљковић” (1978), Седмојулска награда (1988), Нолитова награда (1987), Награда „Тодор Манојловић" (1993), Жичка хрисовуља (1994), Награда „Јован Дучић" (1996), Дисова награда (1996), Награда „Десанка Максимовић", Повеља за животно дело (1997), Вукова награда (1998), Ordre des lettres et des Arts (1985) и многе друге.
Добитник је и Ордена Светог Саве, који му је уручен 2008. године од Митрополита црногорско-приморског Г. Амфилохија, у име Његове Светости Патријарха српског Павла.
Преминуо је у Тутлингену 17. августа 2014. године.

## О легату
Миодраг Павловић био је један од оснивача Удружења ,,Адлигат", те је још за живота започео формирање свог легата у коме се налази његова лична библиотека, као и значајан део намештаја и предмета из његовог стана. Након Павловићеве смрти и преузимања целокупног легата од његове супруге Марлене и ћерке Кристине, у Музеју српске књижевности отворена је спомен соба Павловића у којој је сачуван оригинални животни и радни амбијент песника који је имао водеће место у српској књижевности још од издавања своје прве збирке песама. Песников лични примерак првог издања „87 песама” може се видети на столу из његовог стана.
У спомен соби налазе се и Павловићев докторски прибор, уметничке слике, намештај из његовог стана, па чак и омиљена кошуља и одело које је носио на додели важних награда. Међу бројним књигама из личне библиотеке налазе се и оне са посветама Милорада Павића, Меше Селимовића, Добрице Ћосића, Зорана Ђинђића, Раше Ливаде, Марка Ристића, Исидоре Секулић. У соби су изложени и рукописи Васка Попе, међу којима је и оригинални рукопис „Споредног неба”, али и многе друге белешке и публикације од великог значаја за српску културу.
Спомен соба премештена је у нове просторије 2017. године и том приликом посебан део је посвећен Павловићевом куму и пријатељу Владети Јеротић, који је Удружењу „Адлигат” такође поклонио значајну збирку књига и предмета. У кутку овог академика налазе се два ормара са више хиљада књига, укључујучи и књиге које је отац Владете Јеротић донео са Крфа након Првог светског рата, као и прва издања Берђајева. Изложени су и лични предмети Јеротића, као што су оловке, наочаре, две стране рукописа и заједничке фотографије са Мијом током посета Студеници. Владета је после Павловићеве смрти често у његовој спомен соби држао предавања, у оквиру којих се подсећао кумства и пријатељства са Миодрагом.

## Радно време
Легат Миодрага Павловића отворен је за посетиоце у оквиру Музеја српске књижевности на Бањици, четвртком, петком и суботом, уз претходно заказивање.

## Фото-галерија
- Књиге са посветама, награде и др. Део спомен собе Миодрага Павловића.
- Награда „Драинац” и Награда „Десанка Максимовић” додељене Миодрагу.
- Одело које је волео да носи на разним свечаностима и кравате чије је крајеве имао обичај да скрати.
- Oмиљена мајица и лекарски прибор Миодрага Павловића.
- Шешир Добрице Ћосића, заборављен у стану Миодрага Павловића. У позадини Павловићева писаћа машина.
- Рукописи Васка Попе и оригинални рукопис „Споредног неба”.
- Васко Попа и Миодраг Павловић у Италији.
- Посвета Исидорe Секулић Миодрагу Павловићу.
- Посвете Миодрагу Павловићу, лево од Добрице Ћосић: "Старом драгоценом друговању и пријатељству. Моћ и (у) стрепњ(е)ама. За прошла и будућа спорења. Мији.", 1975; десно од Зорана Ђинђића: "Мом првом патрону, и старом другу Мији. (Пролеће је илузија!)", 1988.
- Посветa Милорада Павића на првом издању Хазарског речника: "Драгоме Мији Павловићу са сећањем на тамни вилајет наше јучерашњице, 1984. М. Павић"
- Део спомен собе Миодрага Павловића посвећен његовом куму и пријатељу, српском академику Владети Јеротић.
- Владета Јеротић и Миодраг Павловић.